# Associazione italiana internet provider
L'Associazione Italiana Internet Provider (AIIP) è un'organizzazione rappresentativa delle piccole e medie imprese impegnate nel settore delle telecomunicazioni in Italia.
È stata fondata nel Giugno 1995 e mira a diffondere la cultura e la diffusione di Internet come strumento che favorisca la crescita economica dell'Italia ed il pluralismo dell'informazione, assistendo, nel far questo, i suoi membri e col fine di tutelare gli interessi e garantire i diritti di Utenti e Operatori.
Fa parte di Confindustria ed è associata ad European Competitive Telecommunications Association (ECTA) ed EuroISPA.
Organizza convegni ed eventi sulla diffusione del digitale in Italia e rappresenta i suoi associati presso le autorità di settore.

## Struttura e gruppi di lavoro
AIIP è strutturata in una serie gruppi di lavoro:
- Wired line, bitstream, ULL, telefonia
- Privacy, diritto d'autore, sicurezza delle reti, tutela utenza e prestazioni obbligatorie
- Infrastrutture, posa fibre, operatori di palazzo
- Wireless
- Hosting, cloud, peering
- Partnership, convenzioni, eventi
- Rapporti istituzionali e comunicazione

## Associati
Gli operatori ed aziende del campo delle telecomunicazioni, associazioni e IXP associati con AIIP sono 62 e sono i seguenti:
- 4ALL
- Aconet
- Air2bite
- Airbeam
- Ampersand
- Apuacom
- Aruba
- Avelia
- Axera
- BBanda
- Cedis
- Cliocom
- Connessi
- CWnet
- Dedagroup
- Dodonet
- Ehiweb
- Enegan
- Estra
- Fibraweb
- Fibre Connect
- Fontel
- Geny
- GO
- Hal Service
- Icaro
- Intercom
- Interfibra
- Iren
- ITGate
- Karsolink
- Lenfiber
- Leonet
- Mavian
- Messagenet
- Metrolink
- MIX
- Mynet
- NAMEX
- Netikom
- Netsons
- NHM
- Orakom
- Panservice
- Redder
- Roketway
- Seeweb
- Sinet
- Stadtwerke Bruneck
- Techdigital
- Tecnoadsl
- Teknonet
- Terrecablate
- Timenet
- TNET Servizi
- TOPIX
- Umbrianet
- Utility Line Italia
- Vianova
- Warian
- Wifiweb
- WispOne
- Wolnet

## Cronologia dei presidenti
- Marco Barbuti, 1997 - 2001
- Paolo Nuti, 2001 - 2005
- Stefano Quintarelli, 2005 - 2007
- Marco Fiorentino, 2007 - 2009
- Paolo Nuti, 2009 - 2013
- Renato Brunetti, 2013 - 2017
- Giuliano Claudio Peritore, 2017 - 2021
- Giovanni Zorzoni, 2021 - 2025
- Giuliano Claudio Peritore, 2025 - presente [4]

## Composizione del consiglio
Le attuali cariche sociali, rinnovate nel Giugno 2025, sono coperte da:
Presidente: Giuliano Claudio Peritore (Panservice)
Vice presidenti: Giovanni Zorzoni (Mynet) - Roberto Loro (Dedagroup)
Consiglieri: Gabriele Conte (ClioCom) - Antonio Baldassarra (Seeweb) - Thomas Gallo (Lenfiber) - Gilberto Giuseppe Di Maccio (Ehinet) - Gianfranco Turco (Axera) - Stefano Manuali (Estranet) - Marco Fiorentino (Messagenet) - Livio Morina (Airbeam) - Antonio Bartolini (Connesi) - Dalia Coffetti (Tnet Servizi)